# Linus Straßer

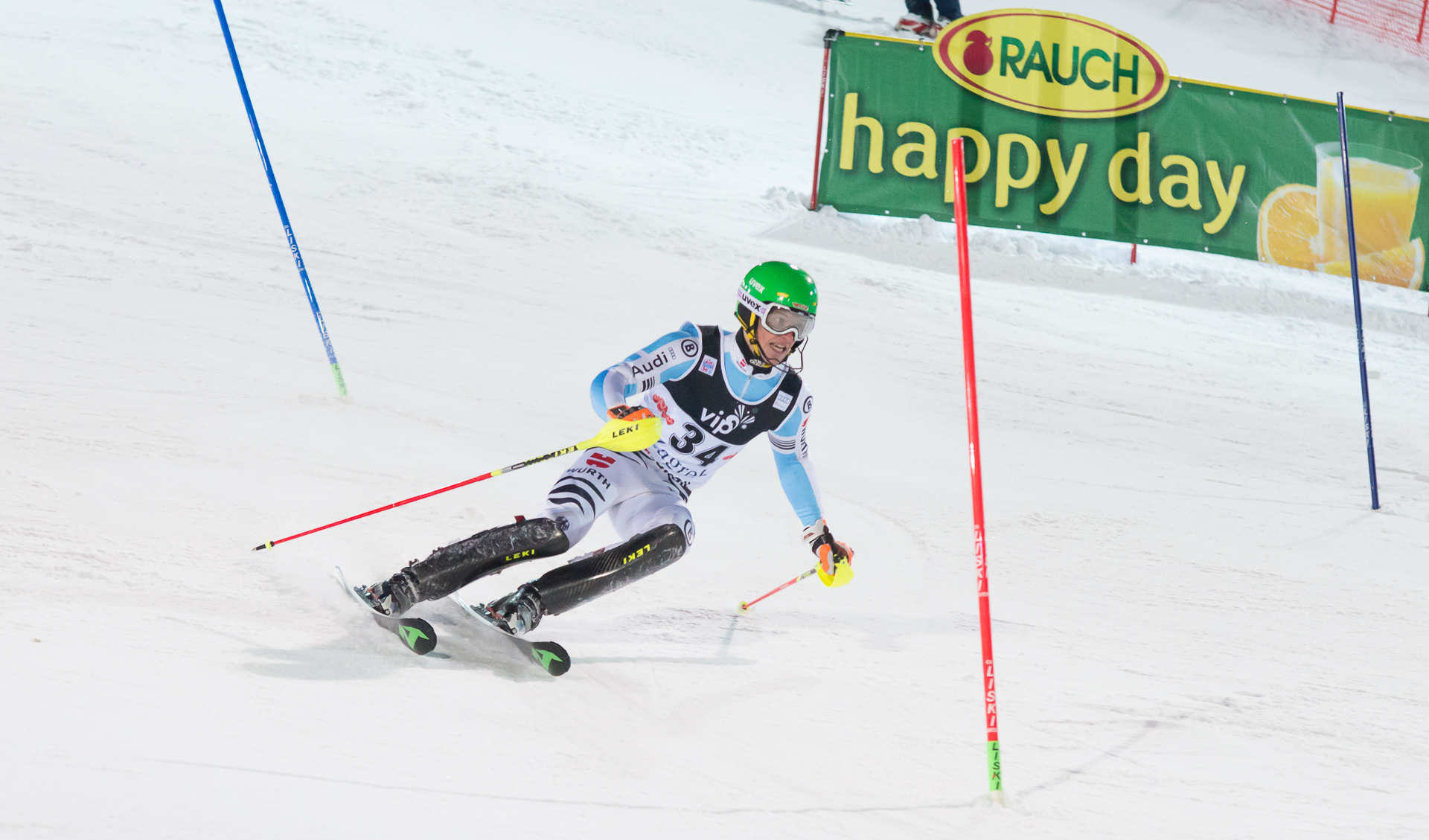
Linus Straßer, 2015

Linus Straßer (ur. 6 listopada 1992 w Monachium) – niemiecki narciarz alpejski, srebrny medalista olimpijski i dwukrotny medalista mistrzostw świata.

## Kariera
Pierwszy raz na arenie międzynarodowej pojawił się 3 grudnia 2007 roku w Kaunertal, gdzie w zawodach University Race zajął 43. miejsce w slalomie. W 2011 roku wystartował na mistrzostwach świata juniorów w Crans-Montana, gdzie jego najlepszym wynikiem było 29. miejsce w gigancie. W tej samej konkurencji zajął 34. miejsce na rozgrywanych dwa lata później mistrzostwach świata juniorów w Québecu.
W zawodach Pucharu Świata zadebiutował 27 października 2013 roku w Sölden, gdzie nie zakwalifikował się do pierwszego przejazdu giganta. Pierwsze pucharowe punkty wywalczył 6 stycznia 2015 roku w Zagrzebiu, zajmując 20. miejsce w slalomie. Na podium zawodów tego cyklu po raz pierwszy stanął 31 stycznia 2017 roku w Sztokholmie, zwyciężając w slalomie równoległym. W zawodach tych wyprzedził bezpośrednio Francuza Alexisa Pinturault oraz Mattiasa Hargina ze Szwecji. W sezonie 2023/2024 był dziewiąty w klasyfikacji generalnej, a w klasyfikacji slalomu był drugi.
Podczas igrzysk olimpijskich w Pekinie w 2022 roku wspólnie z Emmą Aicher, Leną Dürr, Julianem Rauchfussem i Alexandrem Schmidem wywalczył srebrny medal w zawodach drużynowych. Zajął tam także siódme miejsce w slalomie. Na rozgrywanych cztery lata wcześniej igrzyskach olimpijskich w Pjongczangu był piąty w zawodach drużynowych, a w gigancie zajął 22. miejsce. Zdobył również brązowy medal w zawodach drużynowych podczas mistrzostw świata w Cortina d’Ampezzo w 2021 roku. Na mistrzostwach świata w Saalbach w 2025 roku zdobył brązowy medal w slalomie. Wyprzedzili go jedynie Szwajcar Loïc Meillard i Norweg Atle Lie McGrath.

## Osiągnięcia

### Igrzyska olimpijskie
| Miejsce | Dzień     | Rok  | Miejscowość | Konkurencja     | Czas biegu | Strata | Zwycięzca       |
| ------- | --------- | ---- | ----------- | --------------- | ---------- | ------ | --------------- |
| DNF2    | 13 lutego | 2018 | Pjongczang  | Superkombinacja | 2:06,52    | -      | Marcel Hirscher |
| 22.     | 18 lutego | 2018 | Pjongczang  | Gigant          | 2:18,04    | +3,63  | Marcel Hirscher |
| DNF1    | 22 lutego | 2018 | Pjongczang  | Slalom          | 1:38,99    | -      | André Myhrer    |
| 5.      | 24 lutego | 2018 | Pjongczang  | Drużynowo       | –          | –      | Szwajcaria      |
| DNF1    | 13 lutego | 2022 | Pekin       | Gigant          | 2:09,35    | -      | Marco Odermatt  |
| 7.      | 16 lutego | 2022 | Pekin       | Slalom          | 1:44,09    | +0,93  | Clément Noël    |
| srebro  | 20 lutego | 2022 | Pekin       | Drużynowo       | -          | -      | Austria         |

### Mistrzostwa świata
| Miejsce | Dzień     | Rok  | Miejscowość        | Konkurencja          | Czas biegu | Strata | Zwycięzca              |
| ------- | --------- | ---- | ------------------ | -------------------- | ---------- | ------ | ---------------------- |
| DNS2    | 13 lutego | 2015 | Vail/Beaver Creek  | Gigant               | 2:34,16    | -      | Ted Ligety             |
| 10.     | 15 lutego | 2015 | Vail/Beaver Creek  | Slalom               | 1:57,47    | +2,38  | Jean-Baptiste Grange   |
| 12.     | 17 lutego | 2017 | Sankt Moritz       | Gigant               | 2:13,31    | +1,38  | Marcel Hirscher        |
| 20.     | 19 lutego | 2017 | Sankt Moritz       | Slalom               | 1:34,75    | +2,46  | Marcel Hirscher        |
| 37.     | 9 lutego  | 2019 | Åre                | Zjazd                | 1:19,98    | +2,47  | Kjetil Jansrud         |
| 5.      | 11 lutego | 2019 | Åre                | Superkombinacja      | 1:47,71    | +0,80  | Alexis Pinturault      |
| 4.      | 12 lutego | 2019 | Åre                | Drużynowo            | -          | -      | Szwajcaria             |
| 28.     | 17 lutego | 2019 | Åre                | Slalom               | 2:05,86    | +5,75  | Marcel Hirscher        |
| 7.      | 16 lutego | 2021 | Cortina d’Ampezzo  | Gigant równoległy    | -          | -      | Mathieu Faivre         |
| 3.      | 17 lutego | 2021 | Cortina d’Ampezzo  | Drużynowo            | -          | -      | Norwegia               |
| 15.     | 21 lutego | 2021 | Cortina d’Ampezzo  | Slalom               | 1:46,48    | +3,36  | Sebastian Foss Solevåg |
| 6.      | 14 lutego | 2023 | Courchevel/Méribel | Drużynowo            | -          | -      | Stany Zjednoczone      |
| 14.     | 15 lutego | 2023 | Courchevel/Méribel | Gigant równoległy    | -          | -      | Alexander Schmid       |
| 9.      | 19 lutego | 2023 | Courchevel/Méribel | Slalom               | 1:39,50    | +0,69  | Henrik Kristoffersen   |
| 5.      | 4 lutego  | 2025 | Saalbach           | Zawody drużynowe     | –          | –      | Włochy                 |
| 8.      | 12 lutego | 2025 | Saalbach           | Kombinacja drużynowa | 2:42,38    | +1,20  | Szwajcaria 1           |
| 3.      | 16 lutego | 2025 | Saalbach           | Slalom               | 1:54,02    | +0,52  | Loïc Meillard          |

### Mistrzostwa świata juniorów
| Miejsce | Dzień       | Rok  | Miejscowość   | Konkurencja | Czas biegu | Strata | Zwycięzca               |
| ------- | ----------- | ---- | ------------- | ----------- | ---------- | ------ | ----------------------- |
| 29.     | 30 stycznia | 2011 | Crans-Montana | Gigant      | 2:19,62    | +5,51  | Alexis Pinturault       |
| DNF1    | 31 stycznia | 2011 | Crans-Montana | Slalom      | 1:28,54    | -      | Reto Schmidiger         |
| 37.     | 22 lutego   | 2013 | Québec        | Zjazd       | 1:30,95    | +3,60  | Nils Mani               |
| 35.     | 24 lutego   | 2013 | Québec        | Supergigant | 58,49      | +2,17  | Thomas Mayrpeter        |
| 34.     | 25 lutego   | 2013 | Québec        | Gigant      | 2:20,75    | +5,70  | Aleksander Aamodt Kilde |
| DNF1    | 26 lutego   | 2013 | Québec        | Slalom      | 1:59,40    | -      | Manuel Feller           |

### Puchar Świata

#### Miejsca w klasyfikacji generalnej
- sezon 2014/2015: 64.
- sezon 2015/2016: 114.
- sezon 2016/2017: 40.
- sezon 2017/2018: 36.
- sezon 2018/2019: 101.
- sezon 2019/2020: 43.
- sezon 2020/2021: 18.
- sezon 2021/2022: 21.
- sezon 2022/2023: 25.
- sezon 2023/2024: 9.
- sezon 2024/2025: 25.

#### Miejsca na podium
1. Sztokholm – 31 stycznia 2017 (slalom równoległy) – 1. miejsce
2. Oslo – 1 stycznia 2018 (slalom równoległy) – 3. miejsce
3. Sztokholm – 30 stycznia 2018 (slalom równoległy) – 3. miejsce
4. Zagrzeb – 6 stycznia 2021 (slalom) – 1. miejsce
5. Adelboden – 10 stycznia 2021 (slalom) – 2. miejsce
6. Adelboden – 9 stycznia 2022 (slalom) – 3. miejsce
7. Schladming – 25 stycznia 2022 (slalom) – 1. miejsce
8. Garmisch-Partenkirchen – 27 lutego 2022 (slalom) – 3. miejsce
9. Madonna di Campiglio – 22 grudnia 2022 (slalom) – 3. miejsce
10. Adelboden – 8 stycznia 2023 (slalom) – 3. miejsce
11. Kitzbühel – 21 stycznia 2024 (slalom) – 1. miejsce
12. Schladming – 24 stycznia 2024 (slalom) – 1. miejsce
13. Palisades Tahoe – 25 lutego 2024 (slalom) – 3. miejsce
14. Aspen – 3 marca 2024 (slalom) – 2. miejsce
15. Saalbach-Hinterglemm – 17 marca 2024 (slalom) – 3. miejsce